# Hugo Gaebler
Hugo Gaebler (* 21. August 1868 in Tarnowitz, Oberschlesien; † 7. März 1947) war ein deutscher Numismatiker, der vor allem für seine Forschungen zum makedonischen Münzwesen bekannt ist.
Hugo Gaebler wurde 1868 als Sohn des Bergbauexperten Carl Gaebler und der Adele geb. Bürkner im schlesischen Tarnowitz geboren. Gaebler besuchte das Gymnasium in Kattowitz, wo er 1887 das Abitur bestand. Am 16. März 1892 promovierte er an der Universität Leipzig mit der Dissertation Erythrä. Untersuchungen über die Geschichte und die Verfassung der Stadt im Zeitalter des Hellenismus. Von 1894 bis 1899 war er als wissenschaftlicher Hilfsarbeiter am Berliner Münzkabinett tätig, von 1892 an der Preußischen Akademie als fester Mitarbeiter für das Griechische Münzwerk. Am 30. April 1921 wurde er zum Professor ernannt, zum 1. Oktober 1933 trat er in den Ruhestand.

## Schriften
- Die antiken Münzen von Makedonia und Paionia (= Die antiken Münzen Nord-Griechenlands. Bd. 3, Abt. 1–2). 2 Bände. Reimer, Berlin 1906–1935, (Digitalisat Abteilung 1).